# Sportlövészet az 1968. évi nyári olimpiai játékokon
Az 1968. évi nyári olimpiai játékokon a sportlövészetben a skeettel hétre bővültek a versenyszámok. Résztvevők között három női versenyző is volt, Eulalia Rolińska lengyel pisztolylövés 50 m 22., Gladys de Seminario-Baldwin perui 50 méteres pisztolylövés 31., Nuria Ortiz mexikói skeetben lett 13.

## Éremtáblázat
(A rendező ország csapata és a magyar érmesek eltérő háttérszínnel, az egyes számoszlopok legmagasabb értéke, vagy értékei vastagítással kiemelve.)
| Az 1968. évi nyári olimpiai játékok éremtáblázata sportlövészetben | Az 1968. évi nyári olimpiai játékok éremtáblázata sportlövészetben | Az 1968. évi nyári olimpiai játékok éremtáblázata sportlövészetben | Az 1968. évi nyári olimpiai játékok éremtáblázata sportlövészetben | Az 1968. évi nyári olimpiai játékok éremtáblázata sportlövészetben | Olimpia  |
| ------------------------------------------------------------------ | ------------------------------------------------------------------ | ------------------------------------------------------------------ | ------------------------------------------------------------------ | ------------------------------------------------------------------ | -------- |
|                                                                    | Ország                                                             | Arany                                                              | Ezüst                                                              | Bronz                                                              | Összesen |
| 1.                                                                 | Szovjetunió (URS)                                                  | 2                                                                  | 1                                                                  | 2                                                                  | 5        |
| 2.                                                                 | Egyesült Államok (USA)                                             | 1                                                                  | 2                                                                  | 0                                                                  | 3        |
| 3.                                                                 | NSZK (FRG)                                                         | 1                                                                  | 1                                                                  | 1                                                                  | 3        |
| 4.                                                                 | Csehszlovákia (TCH)                                                | 1                                                                  | 0                                                                  | 0                                                                  | 1        |
| 4.                                                                 | Lengyelország (POL)                                                | 1                                                                  | 0                                                                  | 0                                                                  | 1        |
| 4.                                                                 | Nagy-Britannia (GBR)                                               | 1                                                                  | 0                                                                  | 0                                                                  | 1        |
|                                                                    |                                                                    |                                                                    |                                                                    |                                                                    |          |
| 7.                                                                 | Magyarország (HUN)                                                 | 0                                                                  | 1                                                                  | 0                                                                  | 1        |
| 7.                                                                 | Olaszország (ITA)                                                  | 0                                                                  | 1                                                                  | 0                                                                  | 1        |
| 7.                                                                 | Románia (ROU)                                                      | 0                                                                  | 1                                                                  | 0                                                                  | 1        |
|                                                                    |                                                                    |                                                                    |                                                                    |                                                                    |          |
| 10.                                                                | NDK (GDR)                                                          | 0                                                                  | 0                                                                  | 2                                                                  | 2        |
| 11.                                                                | Svájc (SUI)                                                        | 0                                                                  | 0                                                                  | 1                                                                  | 1        |
| 11.                                                                | Új-Zéland (NZL)                                                    | 0                                                                  | 0                                                                  | 1                                                                  | 1        |
|                                                                    |                                                                    |                                                                    |                                                                    |                                                                    |          |
| Összesen                                                           | Összesen                                                           | 7                                                                  | 7                                                                  | 7                                                                  | 21       |

## Érmesek
| Az 1968. évi nyári olimpiai játékok érmesei sportlövészetben |                                               |                                                |                                                |
| Versenyszám                                                  | Arany                                         | Ezüst                                          | Bronz                                          |
| Gyorstüzelő pisztoly 25 m                                    | Józef Zapędzki · Lengyelország (POL) · 593    | Marcel Roşca · Románia (ROU) · 591             | Renart Szulejmanov · Szovjetunió (URS) · 591   |
| Sportpisztoly 50 m                                           | Grigorij Koszih · Szovjetunió (URS) · 562     | Heinz Mertel · NSZK (FRG) · 562                | Harald Wollmar · NDK (GDR) · 560               |
| Kisöbű puska fekvő 50 m                                      | Jan Kůrka · Csehszlovákia (TCH) · 598         | Hammerl László · Magyarország (HUN) · 598      | Ian Ballinger · Új-Zéland (NZL) · 597          |
| Kisöbű puska összetett                                       | Bernd Klinger · NSZK (FRG) · 1157             | John Writer · Egyesült Államok (USA) · 1156    | Vitalij Parhimovics · Szovjetunió (URS) · 1154 |
| Nagyöbű sportpuska összetett 300 m                           | Gary Anderson · Egyesült Államok (USA) · 1157 | Valentyin Kornyev · Szovjetunió (URS) · 1151   | Kurt Müller · Svájc (SUI) · 1148               |
| Trap                                                         | John Braithwaite · Nagy-Britannia (GBR) · 198 | Thomas Garrigus · Egyesült Államok (USA) · 196 | Kurt Czekalla · NDK (GDR) · 196                |
| Skeet                                                        | Jevgenyij Petrov · Szovjetunió (URS) · 198    | Romano Garagnani · Olaszország (ITA) · 198     | Konrad Wirnhier · NSZK (FRG) · 198             |